# Лихно Денис Михайлович
Дени́с Миха́йлович Лихно (нар. 1995, Переяслав — 8 січня 2020, Тегеран) — бортпровідник рейсу PS752 Boeing 737. Герой України.

## Біографія
Народився 1995 року в Переяславі.
Навчався у міській ЗОШ І—ІІІ ступенів № 1, старші ж класи закінчив у гімназії.
З 2012 по 2018 рік навчався в Національному авіаційному університеті на аерокосмічному факультеті.
Близько 5 років працював у авіації, з них — пів року в компанії «Міжнародні авіалінії України» бортпровідником.
8 січня 2020 року загинув унаслідок збиття літака Boeing 737 рейсу PS752 авіакомпанії «Міжнародні авіалінії України» ракетами Протиповітряної оборони Ірану. За словами офіційних представників Ірану, причиною трагедії став людський фактор.

## Сім'я
Мав молодшого брата.

## Нагороди
- Звання Герой України з удостоєнням ордена «Золота Зірка» (29 грудня 2020, посмертно) — за героїзм і самовіддані дії, виявлені під час виконання службового обов'язку[6]